# Jennifer Grey
Jennifer Grey (Manhattan, Nueva York, 26 de marzo de 1960) es una actriz estadounidense. Es conocida por sus papeles en películas de los años 80 como Ferris Bueller's Day Off (1986) y Dirty Dancing (1987), por la cual Grey recibió una nominación al premio Globo de Oro. Su trabajo en televisión incluye su victoria en 2010 en la temporada 11 de Dancing with the Stars, además de protagonizar la serie de comedia de Amazon Studios Red Oaks. Grey es la hija del actor ganador de un Óscar Joel Grey y de la exactriz y cantante Jo Wilder.

## Primeros años
Jennifer Grey nació el 26 de marzo de 1960 en Manhattan, hija del actor Joel Grey, ganador del Premio Óscar, y de la exactriz y cantante Jo Wilder (Jo Brower, de soltera). Su abuelo paterno Mickey Katz era comediante y músico. Ambos padres de Grey vinieron de familias judías.
Grey es una alumna de la Dalton School, una escuela privada en Manhattan, donde estudió danza y actuación y conoció a su mejor amiga, la actriz Tracy Pollan. Después de graduarse en 1978, Grey se matriculó en la Neighborhood Playhouse School of the Theatre por dos años de entrenamiento como actriz. Mientras se postulaba a papeles, se sustentó trabajando como camarera.

## Carrera

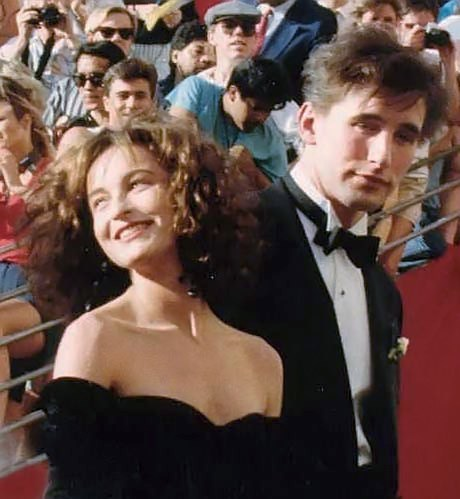
Grey con William Baldwin en los Premios Óscar de 1988.

El debut de Grey fue a la edad de 19 años, en un anuncio para Dr Pepper antes de hacer su debut cinematográfico en Reckless (1984), en un pequeño papel. Apareció en un pequeño papel en The Cotton Club de Francis Ford Coppola (1984). Ese año protagonizó la película de guerra Amanecer Rojo. Entonces apareció en 1985 en el proyecto de John Badham, American Flyers.
En 1986 interpretó el papel de la envidiosa hermana Jeanie Bueller en la comedia de John Hughes, Ferris Bueller's Day Off, junto a Matthew Broderick. La película tuvo buen éxito comercial y recibió una recepción positiva de la crítica.
Al año siguiente, se reunió con Patrick Swayze, con quien había interpretado Amanecer rojo, para interpretar a Frances "Baby" Houseman en Dirty Dancing. La historia es un drama coming-of-age que documenta la rebelión de una adolescente contra su padre iniciando una relación con un instructor de baile durante las vacaciones de verano de la familia. La película de bajo presupuesto fue un éxito sorpresivo, la primera película que vendió un millón de copias en video, y se considera un clásico. La película también definió la carrera de Grey, y fue nominada para un Globo de Oro a Mejor Actriz por el papel.
El único crédito de teatro de Broadway de Grey, es su aparición en 1993 en The Twilight of the Golds.
A principios de los años noventa, Gray se sometió a dos procedimientos de rinoplastia (el segundo de los cuales era necesario para corregir los problemas derivados del primero) que resultaron en una nariz que causó incluso que amigos cercanos no la reconocieran, siendo el mayor cambio en su aspecto afectando negativamente su carrera. De la experiencia, ella dijo: «fui a la sala de operaciones como una celebridad y salí como una anónima. Fue como estar en un programa de protección de testigos o ser invisible». Ella consideró brevemente el cambiar su nombre para comenzar nuevamente su carrera, pero finalmente decidió no hacerlo.
Desde marzo de 1999 hasta enero de 2000, se protagonizó así misma en la comedia sitcom de ABC, It's Like, You Know..., la cual satirizaba su publicitada operación de nariz como un broma.
Grey apareció con Shirley MacLaine, Liza Minnelli y Kathy Bates en la película de televisión de CBS, The West Side Waltz, adaptada por Ernest Thompson de su propia obra. Apareció en un episodio de Friends como Mindy, una amiga de la escuela secundaria del personaje de Jennifer Aniston, Rachel. Tuvo un pequeño papel en la película de 2000 Bounce con Gwyneth Paltrow y Ben Affleck. En 2007, interpretó a Daphne en la serie de HBO John from Cincinnati. En 2010, interpretó a Abbey, la madre de un niño enfermo en el episodio de la temporada siete de House, «Unplanned Parenthood».
Grey fue una concursante en la temporada 11 de Dancing With the Stars, siendo emparejada con el bailarín profesional Derek Hough. El 23 de noviembre de 2010, fueron declarados los ganadores de la temporada.
En septiembre de 2011, Grey apareció en la película de Lifetime, Bling Ring como Iris Garvey, la madre de Zack Garvey. El 5 y 6 de noviembre de 2011, reemplazó al juez principal Len Goodman en el programa de televisión de BBC One, Strictly Come Dancing.
Gray puso la voz a la Sra. Kurokawa en la versión en doblaje inglés de la película de Hayao Miyazaki, Kaze Tachinu.

## Vida personal

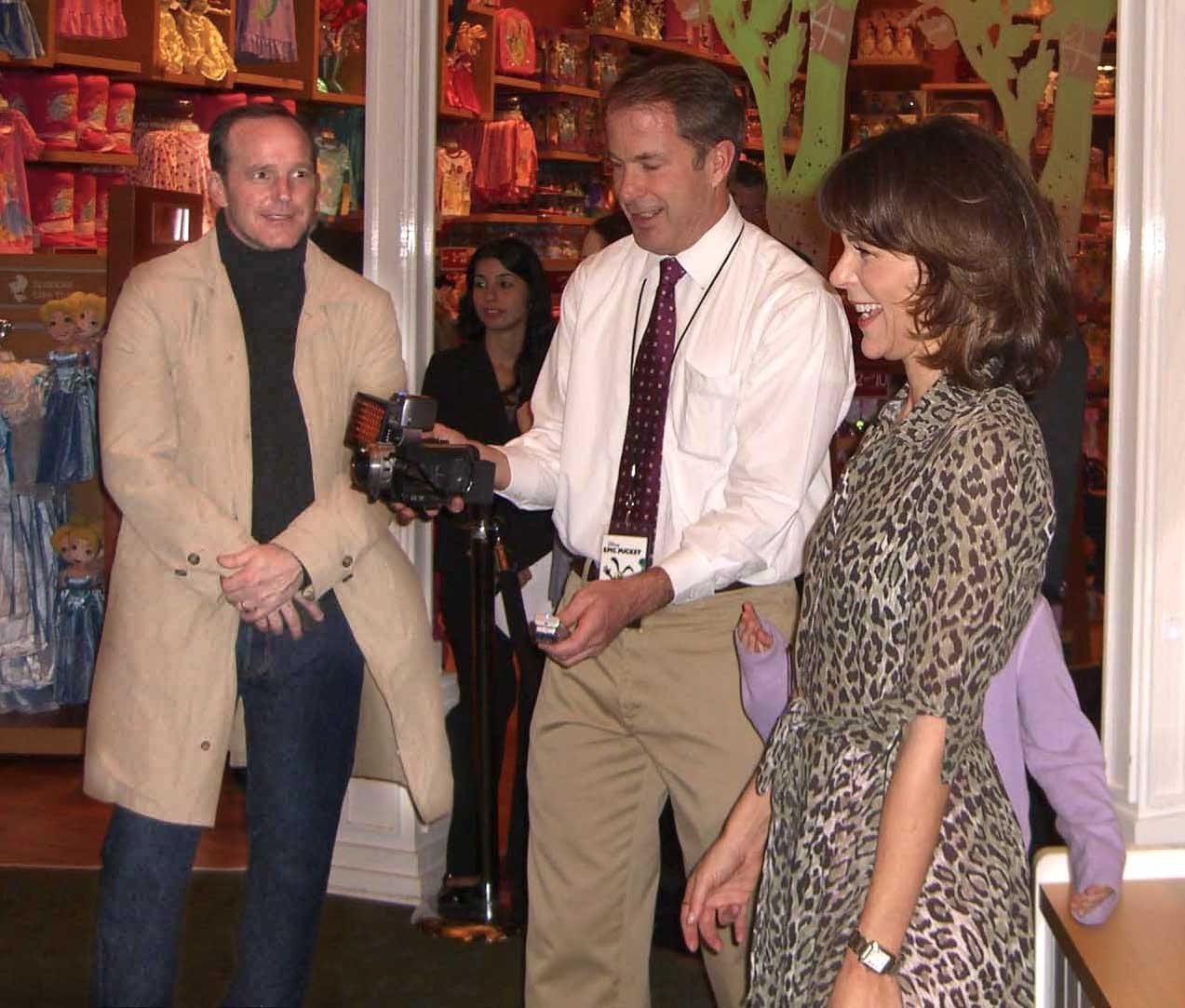
Grey con su esposo, el actor Clark Gregg (extremo izquierdo), el 30 de noviembre de 2010, en la fiesta de lanzamiento de Epic Mickey.

El 5 de agosto de 1987, Grey sufrió un fuerte latigazo cervical en un accidente automovilístico en Enniskillen, Irlanda del Norte, mientras estaba de vacaciones con el actor Matthew Broderick, con quien empezó a salir en semi-secreto durante el rodaje de Ferris Bueller's Day Off. El accidente, que fue el evento a través del cual su relación se hizo pública, ocurrió cuando Broderick, al volante de un BMW alquilado, cruzó en el camino equivocado y chocó de frente con un Volvo conducido por una madre local y su hija, Margaret Doherty, de 63, y Anna Gallagher, de 28, quienes murieron instantáneamente en el accidente. Broderick fue más tarde condenado por conducción descuidada y una multa de 175 libras. Dirty Dancing fue lanzada unas semanas después del accidente, catapultando a Grey a la fama, pero ha dicho que su dolor y la culpa de superviviente por el accidente le impidió disfrutar el éxito de la película, y la llevó a retirarse de actuar durante algún tiempo.
Grey también tuvo romances con el actor Johnny Depp y el periodista George Stephanopoulos. Se casó con el actor y director Clark Gregg el 21 de julio de 2001. Tienen una hija Stella, nacida el 3 de diciembre de 2001. Ellos viven en Venice, California. La pareja coprotagonizó la película de Lifetime The Road to Christmas en 2006.
Antes de sus presentaciones de 2010 en Dancing with the Stars, Grey tuvo un examen físico para asegurarse de que estaba en condiciones de competir y vio a un médico para abordar los problemas crónicos del cuello causados por el accidente de coche años antes. Su médula espinal se comprimió y su cirujano colocó una placa de titanio en su cuello para estabilizarla. También encontró una mancha blanca sospechosa en su tiroides vía MRI. El nódulo era canceroso y se retiró. Grey ha declarado que ella cree que el cáncer fue extirpado antes de que metastatizara y que ahora está libre de cáncer.
En enero de 2017, Grey participó en la Marcha de las Mujeres 2017 de Los Ángeles.

## Participación enDancing with the Stars
| Semana | Baile / Canción                                     | Puntajes de los jueces  | Puntajes de los jueces  | Puntajes de los jueces  | Resultado        |
| Semana | Baile / Canción                                     | Inaba                   | Goodman                 | Tonioli                 | Resultado        |
| --- | --------------------------------------------------- | ----------------------- | ----------------------- | ----------------------- | ---------------- |
| 1 | Vals vienés / «These Arms of Mine»                  | 7                       | 8                       | 8                       | Salvados         |
| 2 | Jive / «Shake It»                                   | 8                       | 8                       | 8                       | Salvados         |
| 3 | Samba / «A Little Respect»                          | 8                       | 8                       | 8                       | Salvados         |
| 41 | Tango argentino / «La cumparsita»                   | 9/10                    | 9/9                     | 9/10                    | Salvados         |
| 5 | Foxtrot / «Love and Marriage»                       | 8                       | 8                       | 9                       | Salvados         |
| 6 | Pasodoble / «So What»                               | 7                       | 7                       | 7                       | Últimos salvados |
| 6 | Maratón de Rock and roll / «La Grange»              | Ganaron 9 puntos extras | Ganaron 9 puntos extras | Ganaron 9 puntos extras | Últimos salvados |
| 7 | Equipo Chachachá / «Bust A Move»                    | 9                       | 9                       | 9                       | Salvados         |
| 7 | Tango / «Shut Up»                                   | 102/9                   | 9                       | 9                       | Salvados         |
| 8 | Quickstep / «Let's Face the Music and Dance»        | 9                       | 9                       | 9                       | Salvados         |
| 8 | Rumba / «Waiting for a Girl Like You»               | 10                      | 10                      | 10                      | Salvados         |
| 9 (Semifinal) | Chachachá / «Mercy»                                 | 10                      | 10                      | 10                      | Salvados         |
| 9 (Semifinal) | Vals / «Way Over Yonder»                            | 10                      | 10                      | 10                      | Salvados         |
| 10 (Final) | Pasodoble / «Habanera»                              | 10                      | 10                      | 10                      | Ganadores        |
| 10 (Final) | Freestyle / «Do You Love Me (Now That I Can Dance)» | 10                      | 10                      | 10                      | Ganadores        |
| 10 (Final) | Vals vienés / «These Arms of Mine»                  | 10                      | 10                      | 10                      | Ganadores        |
| 10 (Final) | Chachachá instantáneo / «Raise Your Glass»          | 9                       | 9                       | 10                      | Ganadores        |
| 1El baile de esta semana recibió dos puntajes, uno por la ejecución técnica y otro por el desempeño. 2Puntaje dado por el juez invitado Drew Lachey. |                                                     |                         |                         |                         |                  |

## Filmografía
| Año       | Título                              | Papel                            | Notas                                                                                            |
| --------- | ----------------------------------- | -------------------------------- | ------------------------------------------------------------------------------------------------ |
| 1984      | Reckless                            | Cathy Bennario                   |                                                                                                  |
| 1984      | Red Dawn                            | Toni Mason                       |                                                                                                  |
| 1984      | The Cotton Club                     | Patsy Dwyer                      |                                                                                                  |
| 1984      | ABC Afterschool Special             | Carol Durate                     | Episodio: «The Great Love Experiment»                                                            |
| 1985      | ABC Afterschool Special             | Laura Eller                      | Episodio: «Cindy Eller: A Modern Fairy Tale»                                                     |
| 1985      | American Flyers                     | Leslie                           |                                                                                                  |
| 1986      | Ferris Bueller's Day Off            | Jeanie Bueller                   |                                                                                                  |
| 1986      | The Equalizer                       | Valerie Jacobs                   | Episodio: «A Community of Civilized Men»                                                         |
| 1987      | Dirty Dancing                       | Frances "Baby" Houseman          | Nominación al Globo de Oro por Mejor actuación de una actriz en una película - Comedia o musical |
| 1988      | Gandahar                            | Airelle (voz)                    |                                                                                                  |
| 1989      | Bloodhounds of Broadway             | Lovey Lou                        |                                                                                                  |
| 1990      | Murder in Mississippi               | Rita Schwerner                   | Película de televisión                                                                           |
| 1990      | Criminal Justice                    | Liz Carter                       | Película de televisión                                                                           |
| 1990      | If the Shoe Fits                    | Kelly Carter / Prudencia         | Película de televisión                                                                           |
| 1991      | Eyes of a Witness                   | Christine Baxter                 | Película de televisión                                                                           |
| 1992      | La fuerza del viento                | Kate Bass                        |                                                                                                  |
| 1993      | A Case for Murder                   | Kate Weldon                      | Película de televisión                                                                           |
| 1995      | Friends                             | Mindy                            | Episodio: «The One with the Evil Orthodontist»                                                   |
| 1995      | Fallen Angels                       | Ginger Allen                     | Episodio: «A Dime a Dance»                                                                       |
| 1995      | The West Side Waltz                 | Robin Ouiseau                    | Película de televisión                                                                           |
| 1995      | Lover's Knot                        | Megan Forrester                  |                                                                                                  |
| 1996      | Portraits of a Killer               | Elaine Taylor                    |                                                                                                  |
| 1997      | Red Meat                            | Candice                          |                                                                                                  |
| 1998      | Outrage                             | Sally Casey                      | Película de televisión                                                                           |
| 1998      | Since You've Been Gone              | Patty Reed                       | Película de televisión                                                                           |
| 1999–2001 | It's Like, You Know...              | Ella misma                       | Película de televisión                                                                           |
| 2000      | Bounce                              | Janice Geurrero                  |                                                                                                  |
| 2002      | Ritual                              | Dr. Alice Dodgson                |                                                                                                  |
| 2006      | The Road to Christmas               | Claire Jameson                   | Película de televisión                                                                           |
| 2007      | John from Cincinnati                | Daphne                           | 3 episodios                                                                                      |
| 2008      | Redbelt                             | Lucy Weiss                       |                                                                                                  |
| 2008      | Keith                               | Caroline                         |                                                                                                  |
| 2008–2014 | Phineas y Ferb                      | Varias voces                     | 8 episodios                                                                                      |
| 2009      | The New Adventures of Old Christine | Tracey                           | Episodio: «Love Means Never Having to Say You're Crazy»                                          |
| 2010      | House                               | Abbey                            | Episodio: «Unplanned Parenthood»                                                                 |
| 2010      | Dancing with the Stars              | Ella misma                       | Ganadora, temporada 11                                                                           |
| 2011      | The Bling Ring                      | Iris Garvey                      | Película de televisión                                                                           |
| 2011      | Strictly Come Dancing               | Ella misma                       | Jueza de reemplazó de Len Goodman, serie 9, semana 6                                             |
| 2013      | Kaze Tachinu                        | Mrs. Kurokawa                    | Rol de voz; Doblaje en inglés                                                                    |
| 2014      | In Your Eyes                        | Diane                            |                                                                                                  |
| 2014–2017 | Red Oaks                            | Judy Meyers                      | 21 episodios                                                                                     |
| 2017      | Who Do You Think You Are?           | Ella misma                       | 1 episodio                                                                                       |
| 2018      | Untogether                          | Joise                            |                                                                                                  |
| 2018      | Grey´s Anatomy                      | Carol Dickinson "Betty´s Mother" |                                                                                                  |
| 2024      | A Real Pain                         | Marcia                           |                                                                                                  |